# 文吾捕物帳
『文吾捕物帳』（ぶんごとりものちょう）は、テレビ朝日系列・火曜午後9時の時代劇枠にて1981年10月20日から1982年4月13日まで放送されたテレビ時代劇。全26話。

## 内容
文化文政年間の浅草・両国かいわいがドラマの舞台。亡き父の跡を継いだ駆け出しの目明し文吾が、抜群の推理力と直感、若い行動力で難事件に挑む。

## キャスト
- 文吾（岡っ引）：滝田栄
- お駒（お近の妹）：片平なぎさ
- 平太（下っ引）：渡辺篤史
- 多助（「いろは」銭湯の三助）：小島三児
- お千代：浅茅陽子
- お近（お駒の姉 / 「いろは」銭湯の女将）：泉ピン子
- 兵頭忠四郎（北町奉行）：片岡孝夫
- 片桐夏之進（北町同心）：平幹二朗
- 千葉周作：三船敏郎　（特別出演 第5話・第10話・第13話・第18話・第26話）

- ナレーター：滝田裕介

## スタッフ
- プロデューサー：片岡政義(テレビ朝日)、元村武
- 原作：松本清張『虎』『見世物師』（ともに『紅刷り江戸噂』収録）
- 脚本：サブタイトルリスト参照。
- 音楽：佐藤勝
- 殺陣：宇仁貫三
- 監督：サブタイトルリスト参照。
- 制作：テレビ朝日、三船プロダクション

## サブタイトルリスト
| 話 | 放送日          | サブタイトル         | 脚本              | 監督       | ゲスト |
| -- | --------------- | -------------------- | ----------------- | ---------- | --- |
| 1  | 1981年 10月20日 | 鬼の心               | 小川英            | 小野田嘉幹 | 岡田奈々、森次晃嗣、原良子、原口剛、中村孝雄、三鈴栄子、相原巨典、青沼三郎、石井茂樹、中沢美希、小坂生男、横谷雄二、舛田紀子（おさと）、大滝秀治                                       |
| 2  | 10月27日        | 濡れた役者絵         | 土橋成男          | 宮越澄     | 加茂さくら、森川正太、秋谷陽子、頭師佳孝、天草四郎、中江真司、奥野匡、松下昌司、横谷雄二                                                                                               |
| 3  | 11月3日         | 過去からの使者       | 土橋成男          | 斎藤光正   | 石山律雄、池波志乃、川合伸旺、袋正、堀田真三、中村ブン、新海丈夫、依田英助、三上瓔子、稲川善一、有馬明良、藤田康之、森下明、森岡隆見、荻原紀、横谷雄二、舛田紀子                       |
| 4  | 11月10日        | 笑う死人たち         | 中西隆三          |            | 伊東四朗、舟倉たまき、奈三恭子、宮口二郎、丹古母鬼馬二、保積ぺぺ、伊豆肇、中田浩二、晴乃ピーチク、鈴木和夫、関時男、清水照夫、宮地謙吾、泉福之助、山内誠、岩田薫（おはつ）             |
| 5  | 11月17日        | 悲しき魔剣           | 小川英 石川孝人   | 宮越澄     | 高松英郎、成田次穂、星野浩司、林孝一、神田正人、大川義幸、新井一夫、大島光幸、藤田康見、森田隆見、星野晃、森下明、横谷雄二、舛田紀子、岩田薫                                           |
| 6  | 11月24日        | もうひとつの顔       |                   | 小野田嘉幹 | 高田美和、うえだ峻、穂高稔、早川研吉、相川圭子、新山真弓、ひびきわたる、スージーきくち、仲一也、寄山弘、官慎一、蟹沢良恵、森岡隆見、高橋リサ                                           |
| 7  | 12月1日         | めばるが泣いた女風呂 | 櫻井康裕          | 小野田嘉幹 | 沢たまき、伊沢一郎、織本順吉、剣持伴紀、成川哲夫、岡幸恵、松本敏男、田中洋介、甲斐武、柿木恵至、横谷雄二、舛田紀子、岩田薫                                                             |
| 8  | 12月8日         | 女風呂のめぐり逢い   | 土橋成男          | 宮越澄     | 高橋洋子、松木路子、田武謙三、中庸助、松崎真、横山あきお、関戸純、滝川潤、橘田良江、久遠利三、小山源喜、松永かずよ、深作覚、舛田紀子、入川保則                                         |
| 9  | 12月15日        | 赤い殺意の女         | 中西隆三          | 斎藤光正   | 風吹ジュン、福山象三、稲葉義男、外山高士、新橋耐子、入江正徳、田村貫、高杉哲平、岩田薫                                                                                                 |
| 10 | 12月22日        | 復讐さざんかの舞     | 土橋成男          | 宮越澄     | 岡田茉莉子、高城淳一、山岡徹也、武知杜代子、北町嘉朗、五味龍太郎、たうみあきこ、久遠利三、相原巨典、黒田福美、伊和井康人、橋田まゆみ、田中博、戸塚孝、甲斐武、岩田薫、野川愛（おまつ） |
| 11 | 12月29日        | 慕情の女             | 胡桃哲            | 吉川一義   | 三浦布美子、八名信夫、潮哲也、神太郎、茶川一郎、吉中六、舛田紀子、岩田薫 |
| 12 | 1982年 1月5日   | 美しき殺人鬼         | 鈴木則文          | 松島稔     | 生田悦子、柴田侊彦、山本清、小野川公三郎、小瀬朗、外野村晋、鹿島信哉、稲川善一、音羽千佳子、滝健作、渋谷志加利、秋山篤志、星野晃、横谷雄二、岩田薫、野川愛                             |
| 13 | 1月12日         | 白日夢の赤い花       | 中西隆三          | 宮越澄     | 愛染恭子、汐路章、人見きよし、榎木兵衛、宗方奈美、坂本良春、秋山百絵、林大典、月の家靖鏡、松本のぶ代、森岡隆見、大竹義夫、岩田薫、野川愛、多々良純                                     |
| 14 | 1月19日         | 紅かんざしの絆       | 中西隆三          | 宮越澄     | 芦川よしみ、荒谷公之、藤江リカ、十勝花子、南道郎、弘松三郎、花かおる、湯沢勉、松田洋治、今西正男、長谷川真弓、三上剛、舛田紀子、岩田薫、野川愛                                         |
| 15 | 1月26日         | かわいい女           | 小川英 四十物光男 | 斎藤光正   | 高品格、立枝歩、松風はる美、内田勝正、井上博一、剛たつひと、小沢寿美恵、夏海千佳子、津村隆、門脇三郎、田宮みゆき、岩田薫、野川愛                                                       |
| 16 | 2月2日          | 乳房の別れ           | 村尾昭            | 吉川一義   | 服部妙子、岡崎二朗、畑中葉子、中庸助、団巌、三重街恒二、春田純一、若林味香、浅利智恵、橘田まゆみ、岩田薫、野川愛                                                                       |
| 17 | 2月9日          | 哀れな女の夢         | 土橋成男          | 斎藤光正   | 原田英子、伊達正三郎、江幡高志、住吉道博、中田博久、冷泉公裕、花原照子、荒井洸子、三浦由美子、相原巨典、横谷雄二                                                                       |
| 18 | 2月16日         | ここほれ子猫         | 小川英 古内一成   | 中島芳人   | 尾藤イサオ、松橋登、石橋雅史、藤宏子、鶴田忍、大森不二香、森章二、武内文平、水橋和夫、渡辺真六、福留幸夫                                                                               |
| 19 | 2月23日         | 犯された女の復讐     | 土橋成男          | 宮越澄     | 竹井みどり、堀内正美、浜田寅彦、伊達三郎、船水俊宏、椎谷建治、榎木兵衛、たうみあきこ、花巻五郎、姫るりこ、津路清子、大島光幸、舛田紀子                                                 |
| 20 | 3月2日          | 嵐に揺れる母子草     | 鈴木則文          | 鈴木敏郎   | 松本留美、神田橋満、高野真二、灰地順、長谷川弘、甲斐みどり、檀喧太、鹿島研、戸塚孝、舛田紀子、野川愛、岩田薫                                                                           |
| 21 | 3月9日          | 失った女の過去       | 土橋成男          | 吉川一義   | 山本ゆか里、珠めぐみ、星美智子、沖田駿一、草薙良一、岩城力也、信実一徳、速水隆、横谷雄二、舛田紀子、野川愛、岩田薫                                                                     |
| 22 | 3月16日         | 皆殺しの赤い罠       | 中西隆三          | 斎藤光正   | 風祭ゆき、佐藤仁哉、木村元、河村弘二、北村総一郎、川崎あかね、福崎和宏、大山豊、横谷雄二                                                                                               |
| 23 | 3月23日         | ほくろ悪女いい女     | 土橋成男          | 伊賀山正光 | 奈月ひろ子、今出川にしき、田島義文、八名信夫、沢田勝美、藤山律子、荒井洸子、福岡正剛、守屋俊志、相原巨典、龍のり子、今成友見、剣持誠、村上幹夫、岩田薫、野川愛                         |
| 24 | 3月30日         | いまわしい影         | 星川清司          | 吉川一義   | 田島令子、藤堂陽子、小瀬格、長島隆一、関戸純、唐沢民賢、晴海勇三、中島元、篠田薫、三浦祐子、舛田紀子、小倉一郎                                                                         |
| 25 | 4月6日          | 嘘は涙かため息か     | 小川英            | 吉川一義   | 三浦リカ、西田健、吉田豊明、山本昌平、岩城力也、浅見小四郎、森蔵人、野川愛、安部みゆき、渋谷さだ子、草薙庄一郎、小紫みゆき、横谷雄二、岩田薫                                           |
| 26 | 4月13日         | ろくでなしの涙       | 星川清司          | 小野田嘉幹 | 伊吹剛、今福将雄、玉川良一、風間舞子、中田博久、綾瀬さくら、岡部正純、松浪志保、依田英助、津路清子、加藤茂雄、岩田薫、白石奈緒美                                                       |

## 主題歌
- 主題歌「今すぐいくから」歌：滝田栄 作詞：なかにし礼 作曲：佐藤勝